# Д’Аннибале, Джузеппе
Джузеппе Д’Аннибале (итал. Giuseppe D’Annibale; 22 сентября 1815, Борбона, Папская область — 17 июля 1892, Борбона, королевство Италия) — итальянский куриальный кардинал. Титулярный епископ Каристоса с 12 августа 1881 по 11 февраля 1889. Асессор Верховной Священной Конгрегации Римской и Вселенской Инквизиции с 14 ноября 1884 по 11 февраля 1889. Префект Священной Конгрегации индульгенций и священных реликвий с 30 января 1891 по 27 июля 1892. Кардинал-священник с 11 февраля 1889, с титулом церкви Святых Вонифатия и Алексия с 27 мая 1889.  